# Чамблі (Джорджія)
Шамблі (англ. Chamblee МФА: [/ˈʃæmbliː/ SHAM-blee] Шамблі)— місто (англ. city) в США, в окрузі Декальб штату Джорджія. Населення становить 30,164 особи (Перепис 2020). У 2022 році місто підписало Угоду про міста-побратими з містом Ковель, Волинська область. 

## Історія
Місцевість, яка згодом стане Шамблі, спочатку була молочнотоварними фермами. Наприкінці ХІХ століття в Шамблі було збудовано перехрестя двох залізниць, одна з яких перевозила пасажирів з Атланти до Шарлотти, штат Північна Кароліна, а інша - робітників і товари з заводу в Розвелл до Атланти і назад. На перехресті виникло поселення, відоме як Розвелл Джанкшн, і Поштова служба США вирішила заснувати там поштове відділення. Однак, відчуваючи, що назва поселення занадто схожа на сусідній Розвелл, вони випадковим чином обрали Шамблі зі списку петицій на нову назву поштового відділення. Офіційно Шамблі було засновано в 1907 році.
Під час Першої та Другої світових воєн Шамблі слугував місцем проведення військових операцій США. Під час Першої світової війни США експлуатували Табір Гордон, де мешкало 40 000 військовослужбовців. Цей приплив нових людей спричинив будівельний бум у місті. Табір Гордон був закритий після війни, а потім знову відкритий як Центр льотної підготовки військово-морського флоту з початком Другої світової війни. 
Одразу після Другої світової війни у Чамблі спостерігалося зростання кількості робітничих професій та мешканців завдяки близькості до щойно відкритого заводу General Motors у сусідньому Доравіллі. Виробничі підприємства також розташовувалися вздовж новозбудованого Індустріального бульвару Пічтрі. До 1980-х років більша частина промислової бази міста скоротилася або зникла; на її місці з'явилися багатонаціональні підприємства, які обслуговували іммігрантів та біженців, що масово переїжджали до Шамблі та Доравілля через доступне житло в цих містах. На час проведення Літніх Олімпійських ігор 1996 року Шамблі перетворилося на багатокультурне місто, в якому проживала велика іммігрантська громада.

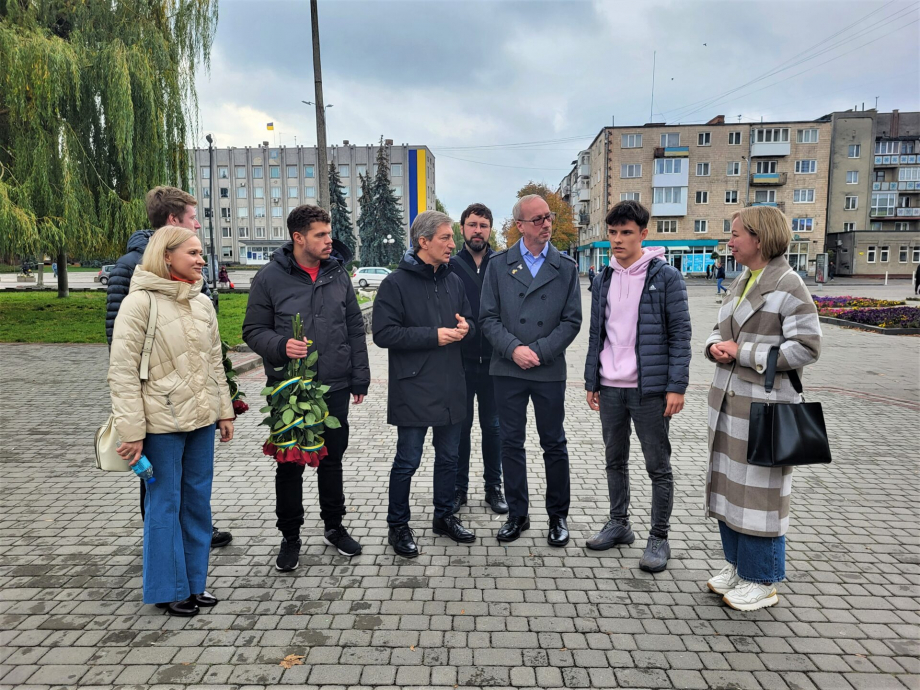
Мер Шамблі Браян Мок, мер Ковеля Ігор Чайка, ГО "Велика ідея" - Людмила Зубарєва, Павло Оксенюк, Рафаель Крепалді на прогулянці у м. Ковель.

Протягом першого десятиліття 2000-х років місто зростало, вдосконалюючи свій імідж, побудувавши у 2002 році нову мерію. У 2010 році Шамблі приєднав територію безпосередньо на північному заході, що включає Хантлі Хіллз і населення приблизно 5 000 жителів[джерело не вказано] Він також перейменував Промисловий бульвар Пічтрі на Бульвар Пічтрі і зробив кроки для відродження свого центру міста. У 2012 році місто подало пропозицію про приєднання нових навколишніх територій, яка була відхилена з невеликою перевагою. У листопаді 2013 року місто подало ще одну пропозицію про розширення території міста, яка була відхилена виборцями. Після приєднання нової території місто та сусідній Брукгейвен у 2014 році мали суперечку про те, яке місто має приєднати забудову Сенчурі Центру. Суди прийняли рішення віддати Сенчурі Центр на користь Шамблі.
Згідно з даними перепису 2020 року, населення Шамблі фактично потроїлося з 2010 року. Місто розпочинало десятиліття з приблизно 9 800 мешканців, а закінчив його з більш ніж 30 000, в основному завдяки двом розширенням. Єдиним містом, яке отримало більше мешканців за цей час, була Атланта, і лише два міста Джорджії - Морган і Пендерграсс - зростали швидшими темпами у 2010-х роках. Керівники міста вважають розташування Шамблі як транспортного вузла, близькість до двох міждержавних автомагістралей, станції MARTA та аеропорту Пічтрі-ДеКалб, ключовою причиною зростання міста. На початку 2020-х років у Шамблі з'явилися численні багатофункціональні та офісні проєкти.

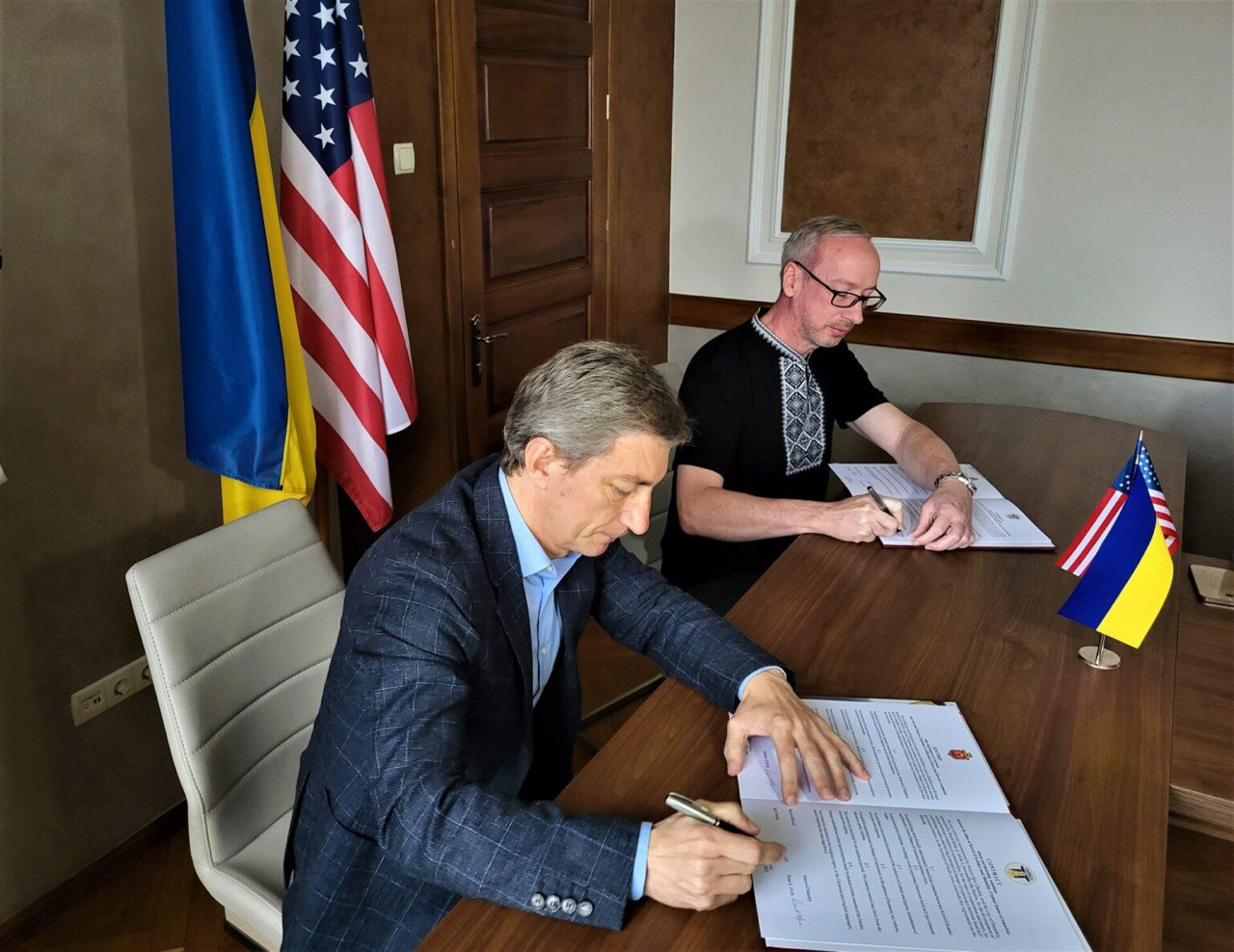
Мер міста Ковель Ігор Чайка та мер міста Шамблі Брайн Мок підписують Угоду про міста-побратими. Жовтень 2022, місто Ковель

Сьогодні Шамблі продовжує активно розвиватися, особливо в культурному аспекті через неабияку багатонаціональність мешканців міста. У 2022 році з початком повномасштабного вторгнення Росії в Україну, в знак підтримки та солідарності з українським народом, міська рада Шамблі була підсвічена у синьо-жовтих кольорах. Також у жовтні 2022 місто підписало Угоду про партнерство з українським містом Ковель, Волинська область. Ковель став першим містом-побратимом Шамблі. Того ж місяця мер міста Шамблі Браян Мок особисто віддвідав Ковель.

## Географія
Шамблі розташоване за координатами 33°53′19″ пн. ш. 84°18′13″ зх. д. / 33.88861° пн. ш. 84.30361° зх. д. (33.888665, -84.303622).  За даними Бюро перепису населення США в 2010 році місто мало площу 8,22 км², уся площа — суходіл. В 2017 році площа становила 19,97 км², з яких 19,95 км² — суходіл та 0,02 км² — водойми.

## Демографія
Згідно з переписом 2010 року, у місті мешкали 9892 особи в 3326 домогосподарствах у складі 1851 родини. Густота населення становила 1203 особи/км².  Було 3745 помешкань (455/км²).
Расовий склад населення:
| - 45,1 % — білих - 8,0 % — азіатів - 7,0 % — чорних або афроамериканців - 2,1 % — корінних американців - 33,5 % — осіб інших рас |

До двох чи більше рас належало 4,1 %. Частка іспаномовних становила 58,5 % від усіх жителів.
За віковим діапазоном населення розподілялося таким чином: 19,4 % — особи молодші 18 років, 75,7 % — особи у віці 18—64 років, 4,9 % — особи у віці 65 років та старші. Медіана віку мешканця становила 29,0 року. На 100 осіб жіночої статі у місті припадало 171,2 чоловіків;  на 100 жінок у віці від 18 років та старших — 183,7 чоловіків також старших 18 років.
Середній дохід на одне домашнє господарство  становив 66 105 доларів США (медіана — 47 379), а середній дохід на одну сім'ю — 71 537 доларів (медіана — 46 932). Медіана доходів становила 32 161 долар для чоловіків та 45 264 долари для жінок. За межею бідності перебувало 28,6 % осіб, у тому числі 55,3 % дітей у віці до 18 років та 13,3 % осіб у віці 65 років та старших.
Цивільне працевлаштоване населення становило 16 277 осіб. Основні галузі зайнятості: науковці, спеціалісти, менеджери — 18,3 %, будівництво — 15,5 %, мистецтво, розваги та відпочинок — 15,4 %.